# ナイノア・トンプソン

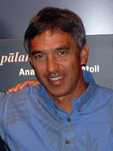
ナイノア・トンプソン

チャールズ・ナイノア・トンプソン（Charles Nainoa Thompson, 1953年 - ）は、アメリカ合衆国の海洋冒険家・社会活動家・政治家である。現在、「ポリネシア航海協会」の会長職にあり、カメハメハ・スクールズの理事、ハワイ大学の評議員も務めている。妻はかつてモデル及びテレビキャスターとしてハワイと日本で活躍したキャシー・ムネノ。

## 略歴
父マイロン・ピンキー・トンプソンとローラ・トンプソンの息子として、オアフ島ホノルルに生まれた。父マイロンは著名な先住ハワイ人の文化活動家・社会活動家である。ナイノアは先住ハワイ人と白人の血を引いている。幼少時に日系ハワイ人の漁師カワノ・ヨシオから海についての基本的な知識を伝授される。高校時代にはIQテストでハワイ州で一位の成績を取ったほどの明晰な頭脳を持っていたが、白人中心のハワイ社会のありように疑問を感じて中退。デューク・カハナモクが創設したカヌー・クラブ「フイ・ナル」で活動しているところを中国系ハワイ人（日系という説もある）の郷土史研究家ハーブ・カネにスカウトされ、航海カヌー「ホクレア」のタヒチ航海プロジェクトに関わる。1972年にプナホウ・スクールを卒業。
1976年、ホクレアのハワイ・タヒチ間往復航海に復路クルーとして参加。往路で航法師を務めたミクロネシア連邦のマウ・ピアイルックの技術に感銘を受け、自らもリモート・オセアニア海域に伝わる推測航法の使い手として立つことを志す。1978年、ホクレアの遭難事故で親友エディ・アイカウを失った後、サイパンに飛んでマウ・ピアイルックに弟子入りを直訴。許されて秘伝であったサタワル島式の推測航法術を伝授される。
1980年、近代天文学とマウ・ピアイルックから伝授されたサタワル島式の推測航法術を融合させた独自の推測航法術（いわゆる「スター・ナヴィゲーション」）によって、ホクレアのハワイ・タヒチ間往復航海を成功させ、タヒチとハワイで一躍スーパーヒーローとなる。
1985年から1987年にかけては、ハワイからアオテアロア（ニュージーランド）までをホクレアで往復し、古代ポリネシア人の意図的拡散説を実証する。この航海から、リモート・オセアニア各地の若者をホクレアに載せ、自らの推測航法術を伝授する活動を開始。1986年にハワイ大学から海洋学の学士号を取得した。
1992年には太平洋芸術祭に参加する為、ホクレアでラロトンガ島まで往復。
1995年には自らの弟子たちが建造した6艘の航海カヌーを集めての、マルケサス諸島・ハワイ間の集団航海を敢行。
1999年には、ホクレアによってラパ・ヌイ（イースター島）まで到達し、推測航法術を用いたポリネシアン・トライアングル完全制覇を達成。
2000年には、本派本願寺ハワイ別院からハワイ人間州宝として表彰された。
2007年には、師であるマウ・ピアイルックの故郷サタワル島までホクレアを航海させた。この際、弟弟子であるブルース・ブランケンフェルド、ショーティー・バートルマン、チャド・ババヤーン、チャド・パイション、セサリオ・スウェラルーとともにポゥの儀式を行い、正式なワリユング流の航法師となった。
ホクレアが長期航海を行っていない時は、ホクレアを利用したハワイの子供たちの教育にも積極的に取り組み、高い評価を得ている。

## ナイノア・トンプソンの航法技術
ナイノアの航法技術の基本を示す。
- スター・コンパス
水平線を32方位に分割し、それぞれにハワイ語の名称が付けられている。
アカウ：北　ヒキナ：東　ヘマ：南　コモハナ：西
各象限の中は南北に近い所から順にハカ、ナ・レオ、ナラニ、マヌ、ノイオ、アイナ、ラーと呼ばれ、東西を挟んで折り返してラー、アイナ、ノイオ、マヌ、ナラニ、ナ・レオ、ハカと続く。32に分割された水平線の区域はそれぞれが「ハウス」と呼ばれる。各象限は北東象限がコオラウ、南東象限がマラナイ、南西象限がコナ、北西象限がホオルアとなり、それぞれのハウスはハウス名＋象限名で呼ばれる（例：「ハカ・コナ」）。
- 方位の算出
  - スター・コンパスによる方位算出 - 季節と緯度を考慮して予めプラネタリウムで調査しておいた天体の動きを、上記スター・コンパスのハウス名を用いて記憶しておく。航海中はこの記憶に従って天体を観察し、方位を推測する。天体名はアラビア語を用いる。方位算出に用いられる天体は5種類程度である。
  - 海洋波による方位算出 - 貿易風が発生させる北東、南東の海洋波および個々の海域で発生している風浪の来る方角を観察し、曇天時の針路維持に利用する。
- 緯度の算出 - 予めプラネタリウムで調査しておいた天体の高さや角度、水平線に沈むタイミングを観察し、緯度を推測する。緯度の算出に用いられる天体の数は数十から百の間である。
- 速度の算出 - 触覚による風の観察や視覚による雲、波、航跡などの観察によって航走速度を推測する。
- 船位の推測 - 航走した速度、方向、海流の影響を考慮して船位を推測し、出航前に海図を用いて決定してある基準コースに対してどの辺り、という形で記憶する。
- ランドフォール - 目標となる島の周囲で観察される鳥類を記憶しておき、鳥類の種類によって目的地までの距離を、鳥の飛翔方向によって目的地の方向を推測する。

## その他
その輝かしい実績から、先住ハワイ人社会で最も影響力がある人物の一人と目されており、実際に先住ハワイ人の権利回復運動にも積極的に取り組んでいる。そういう意味で、彼を単なる冒険家と見ることは適切ではない。彼は冒険家であると同時に社会活動家・社会運動家であり、議員活動こそ行っていないが政治家でもある。
ただ、彼が常に自らのルーツの一つである古代のポリネシア文化の継承と復興を強調しているにもかかわらず、彼の主たる関心は現在ではハワイ社会における先住ハワイ人の地位向上・生活環境改善に向けられており、古代のポリネシア文化が実際にはいかなるものであったかという事実の追求への興味を全く持っていない（航法術を学び始めた当初から、ナイノアは「自分は事実の探求には興味が無い」と明言している）点が、主に研究者からの批判の対象となっている。